# 비에스카스
비에스카스(Biescas)는 스페인 아라곤 지방의 주인 우에스카주의 도시이다.